# Igreja Redonda (Preslav)
A Igreja Redonda (em búlgaro: Кръгла църква; romaniz.: Kragla tsarkva), conhecida também como Igreja Dourada (Златна църква - Zlatna tsarkva) ou Igreja de São João (църква "Свети Йоан" - tsarkva "Sveti Yoan"), é uma grande igreja ortodoxa medieval parcialmente preservada localizada na cidade de Preslava, a antiga capital do Primeiro Império Búlgaro e hoje uma cidade no nordeste da Bulgária. O edifício data do início do século X e foi construído durante o reinado do tsar Simeão I. As escavações no local começaram em 1927-1928.
Considerada um dos mais impressionantes exemplos da arquitetura medieval búlgara, a Igreja Redonda é chamada assim por causa do formato peculiar de uma de suas três seções, a cela (nau), uma rotunda que serve de local para o serviço litúrgico. O desenho da igreja inclui ainda um grande átrio e uma recinto de acesso retangular (nártex) pontuado por dois torreões circulares.
A igreja tem sido comparada com outros exemplos de arquitetura religiosa do período paleocristão, do Cáucaso e do pré-românico carolíngio de Carlos Magno por causa de sua planta característica, que é significativamente distinta de outros edifícios contemporâneos búlgaros ou bizantinos. O seu nome alternativo, "Igreja Dourada", é uma alusão à possível - e popular - identificação com a "nova igreja dourada" de Preslav citada nas fontes medievais.
O rico interior da Igreja Redonda, que faz copioso uso de mosaicos, azulejos e detalhes em mármore, a distingue das demais igrejas de Preslava. O interior é decorado com centenas de desenhos de navios, animais e figuras cristãs. As inscrições medievais nas paredes vão desde nomes de santos em grego bizantino até inscrições murais nos alfabetos glagolítico e cirílico.

## Contexto
Fundada em 681 na condição de estado pagão, a Bulgária foi formalmente cristianizada pelo clero bizantino na década de 860 a pedido do knyaz ("príncipe") Bóris I (r. 852–889). O direito de converter a Bulgária ao cristianismo foi tema de uma acirrada disputa entre o patriarca de Constantinopla e o papa. Ao se converter, Bóris esperava resolver problemas étnicos internos e melhorar as relações exteriores da Bulgária, que não era tratada com equidade pelos monarcas cristãos da Europa.
A Igreja Redonda foi construída durante o reinado do filho e sucessor de Bóris, Simeão I (r. 893–927), cujas campanhas vitoriosas consolidaram a superioridade da Bulgária sobre os bizantinos, ainda que temporariamente, e que chegou a ameaçar a capital bizantina, Constantinopla. Ele alargou o território do Primeiro Império Búlgaro para a maior parte dos Balcãs até o Adriático e o Egeu. Simeão também conquistou os territórios que correspondem aos modernos estados da Sérvia e Montenegro, além de eliminar de forma eficiente a ameaça representada pelos magiares ao norte. Considerado um dos maiores líderes búlgaros de todos os tempos, Simeão foi um mecenas da literatura e das artes; seu reinado é considerado a "era de ouro" da cultura medieval da Bulgária, principalmente por conta da influência literária exercida sobre a Europa eslava da época.
A cidade de Preslava foi instituída capital da Bulgária logo no início do reinado de Simeão, em parte por que a anterior, Plisca, estava associada com o paganismo. Simeão transformou Preslava num centro cultural que rivalizava verdadeiramente com Constantinopla. Alguns dos mais proeminentes eruditos da "Era de Ouro da Bulgária" trabalhavam na Escola Literária de Preslava. Pensada mais enquanto residência real e montra do poder cultural búlgaro e não tanto enquanto fortaleza, a cidade se orgulhava de suas impressionantes obras arquiteturais, dentre elas diversos palácios e dúzias de igrejas. Dentre elas, destacava-se a Igreja Redonda, considerada "um dos mais impressionantes monumentos da arquitetura medieval búlgara" e uma "expressão das maiores conquistas da cultura da Antiga Bulgária".

## Identificação e história

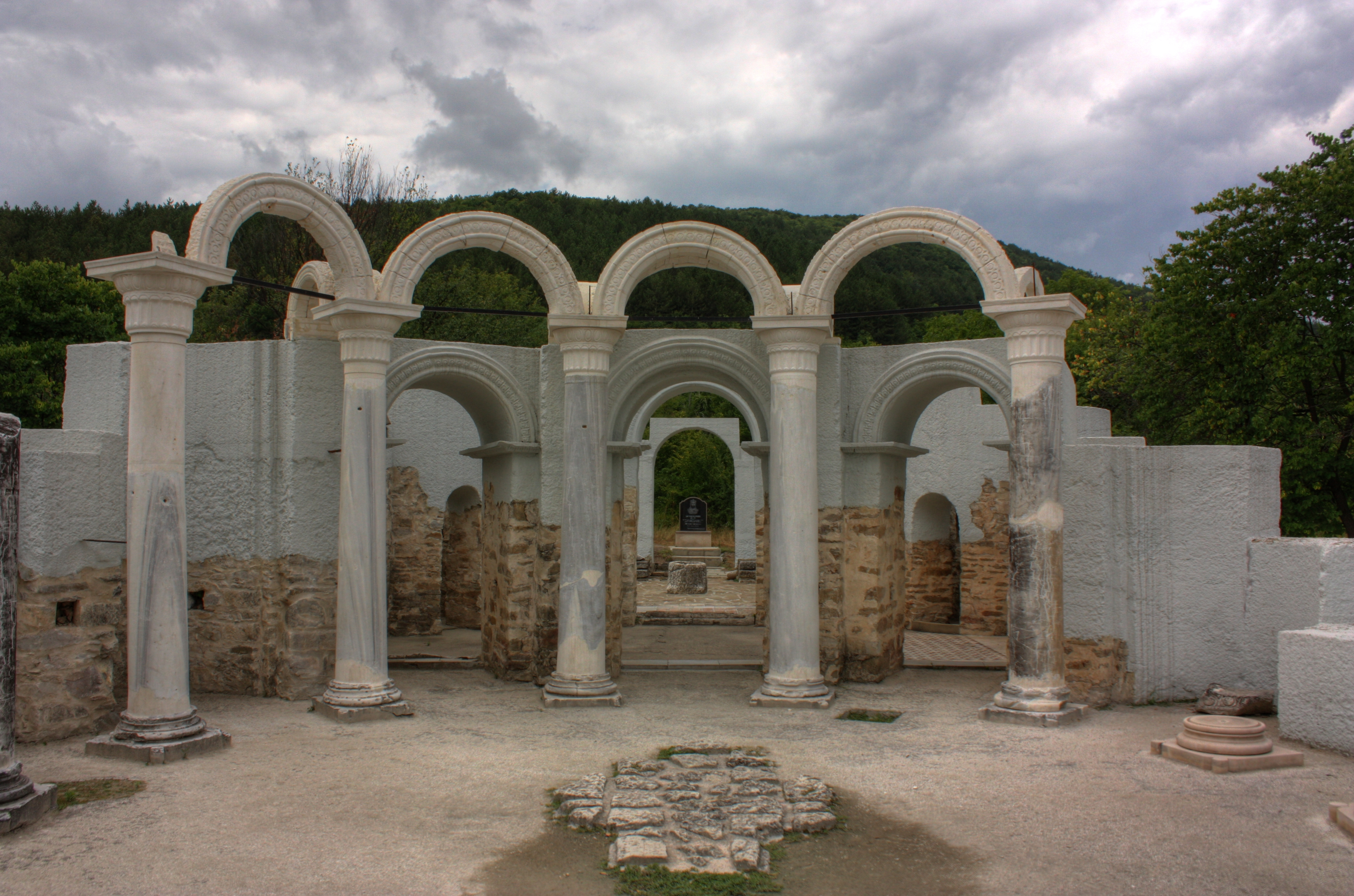
Vista do centro da rotunda em direção ao nártex, observando-se a sucessão de espaços e pórticos

A Igreja Redonda é popularmente identificada com a "nova igreja dourada" citada num colofão de uma tradução para búlgaro antigo das "Orações contra os Arianos" de Atanásio de Alexandria. O texto afirma que a tradução foi feita por Constantino de Preslava sob as ordens do knyaz Simeão e copiada por Teodoro Dox, "na boca do Ticha no ano 6415 indicção 14 [907 d.C.], onde o mesmo príncipe mandou construir a santa nova igreja dourada". Não se sabe se a "boca do Ticha" é uma referência a um trecho estreito do rio, ao vau de Ustie perto da cidade ou, possivelmente, a um determinado local perto das muralhas exteriores da cidade e muito próximo das ruínas da Igreja redonda. Seja como for, se "dourada" for entendido de forma literal, a fonte é também pouco clara: se a igreja é uma nova entre as igrejas douradas da cidade ou se é a única dourada entre as novas igrejas de Preslava. O estudioso Stancho Vaklinov considera que a identificação da Igreja Redonda com a "nova igreja dourada" é "incontestável", ao passo que o historiador da arte Nikola Mavrodinov acredita que ela seja "provável". Finalmente, o historiador A. P. Vlasto acredita que a identificação "não é absolutamente certa".
Se a igreja da nota marginal for entendida como sendo a Igreja Redonda, então sua data de construção pode ser determinada de forma conclusiva em poucos anos antes de 907. Apesar de a construção não ser posterior ao século X, alguns estudiosos sugerem que ela pode ter sido construída diretamente sobre uma basílica romana muito anterior por causa de sua planta antiquada. A parte principal da obra foi provavelmente financiada por Simeão, o qual parece ter sido o principal patrono. Outro possível patrono (ctetor) de pelo menos parte da obra foi um alto-oficial eclesiástico (cartofílax) de nome Paulo, que é mencionado numa inscrição no interior da igreja.
Há um debate nos círculos acadêmicos búlgaros sobre se a igreja teria sido construída com o intuito de ser uma igreja monástica ou uma catedral autônoma. Se os edifícios adjacentes à igreja forem interpretados como a parte residencial de um mosteiro, eles foram provavelmente construídos depois da conclusão da Igreja Redonda, durante o reinado de Pedro I (r. 927–969). A ausência de entradas nestes edifícios na fachada voltada para a igreja e a presença de um átrio de grande dimensão tornam esta hipótese pouco provável. Outro argumento contra a Igreja Redonda ter sido uma igreja monástica é sua implantação, isolada em relação a outros edifícios mas ainda assim acessível ao público fora do centro da cidade. O estudioso Bistra Nikolova considera-a a catedral da cidade e a compara, em função, com a Grande Basílica em Plisca. Outro pesquisador, Krastyu Miyatev, a entende como sendo a igreja real de Simeão, enquanto o historiador de arte Nikola Mavrodinov e o arqueólogo Totyu Totev insistem que ela teria pertencido a um mosteiro desde a sua fundação.
As primeiras escavações no local foram realizadas em 1927-1928 por arqueólogos do Museu Arqueológico Nacional em Sófia e pela Sociedade Búlgara de Antiguidades sob a direção de Yordan Gospodinov. Uma segunda expedição, liderada por Krastyu Miyatev, resultou em estudos muito mais aprofundados e a pesquisa arqueológica no local continua até aos dias de hoje. Em 1927, a Igreja Redonda, juntamente com toda a Preslava medieval, foi proclamada reserva histórica e arqueológica e colocada sob proteção do estado como patrimônio nacional. Em 1970, ela foi incluída individualmente numa lista de monumentos culturais de importância nacional com uma publicação no "State Gazette" (número 46) daquele ano. Enquanto parte da reserva arquitetônica de Preslava, a Igreja Redonda está listada no número 98 da lista dos "100 Pontos Turísticos da Bulgária".
A Igreja de Santa Petca em Ruse, aberta em 1944, é uma reconstrução da Igreja Redonda de Preslava A Igreja Redonda foi parcialmente restaurada em finais da década de 1990 e início da década de 2000. Em dezembro de 2009, foram anunciados planos para reconstruir completamente a igreja sem demolir ou alterar a estrutura original. Em 27 de maio de 2007 foi inaugurado nas proximidades da Igreja Redonda um monumento dedicado ao tsar Simeão em comemoração do 1080º aniversário de sua morte. Apesar de não ser uma igreja em atividade, o local é utilizado regularmente para realização de batismos e casamentos.

## Arquitetura e estilo

Planta simplificada

### Localização e estilo
A Igreja Redonda foi construída fora da cidadela da cidade de Preslava, a qual provavelmente incluía apenas o palácio real e os edifícios a ele associados, como a Basílica Real. A igreja foi construída ainda dentro do perímetro urbano e sobre um aterro elevado, na área sudeste da cidade, a 250 metros da Porta Sul. Hoje, a Igreja Redonda e todas as demais ruínas da Preslava medieval não estão muito distantes da cidade moderna, chamada "Nova Preslava" (Veliki Preslav), a capital administrativa de um município na província de Shumen, no nordeste da Bulgária.
Ainda que nesta época nenhuma igreja construída nas regiões populadas pelos eslavos nos Balcãs obedecesse aos cânones da arquitetura bizantina da época, a Igreja Redonda é particularmente distinta por causa de seu plano circular e centralizado, único na arquitetura medieval búlgara. A natureza arrendondada e dinâmica de suas formas contrasta com os bruscos desenhos retangulares do período. É muito provável que seu desenho tenha sido inspirado nos edifícios do final do período romano e início do período bizantino, cujas ruínas se encontravam dispersas e em grande número por todo o território búlgaro. A disposição da planta, particularmente a rotunda, é semelhante à de várias igrejas da época de Justiniano I, como a Basílica de São Vital em Ravena, a Pequena Santa Sofia em Constantinopla e a Rotunda de Galério em Tessalônica. Apesar de sua planta ser invulgar, a tecnologia e os princípios empregados em sua construção são característicos do século X e semelhantes aos de outros monumentos em Preslava.
As igrejas bizantinas não são a única fonte de inspiração que os pesquisadores atribuem à Igreja Redonda. Alguns associam o desenho a influências armênias, provavelmente trazidas para a Bulgária por artesões do Cáucaso. Regra geral, as igrejas balcânicas com planta antiquada, como o da Redonda nos Balcãs, estão associadas à migração de monges capadócios, armênios ou georgianos. Outro possível modelo de inspiração pode ser encontrado na arquitetura carolíngia da época de Carlos Magno, em particular na Capela Palatina de Aachen, na região ocidental da Alemanha, com a qual a Igreja Redonda tem em comum determinadas características. Na época da construção da Igreja Redonda, a Bulgária estava em contato direto com o Império Franco. Uma característica da Igreja Redonda que os acadêmicos afirmam ser uma notória influência carolíngia é a presença do westwerk.

### Descrição
A Igreja Redonda é dividida em três seções sucessivas: um átrio de grande dimensão (ou pátio), o nártex e a cela (também chamado de nau ou, por causa de seu formato, de rotunda). Não há indicação que estas seções tenham sido construídas ao mesmo tempo, sendo geralmente aceite que pouco depois da sua abertura tenha sido realizada uma reconstrução parcial. Mavrodinov e o arqueólogo Karel Škorpil acreditam que o nártex e a cela foram os primeiros espaços a ser construídos, e que só posteriormente foi acrescentado o átrio, ainda da autoria do mesmo arquiteto.
A igreja tem um comprimento total de 38,5 m, incluindo o átrio. A estrutura é constituída principalmente por blocos de calcário assentes com argamassa, a qual tem um tom vermelho no interior da abside. O piso era revestido por ladrilhos de mármore e pedra, assentes com argamassa vermelha no nártex e branca nos restantes espaços. No átrio, nas arcadas e, possivelmente, na cúpula, foram utilizados tijolos amarelos e vermelhos. Para o preenchimento de vãos entre as pedras das paredes foram utilizados fragmentos destes tijolos.

#### Átrio

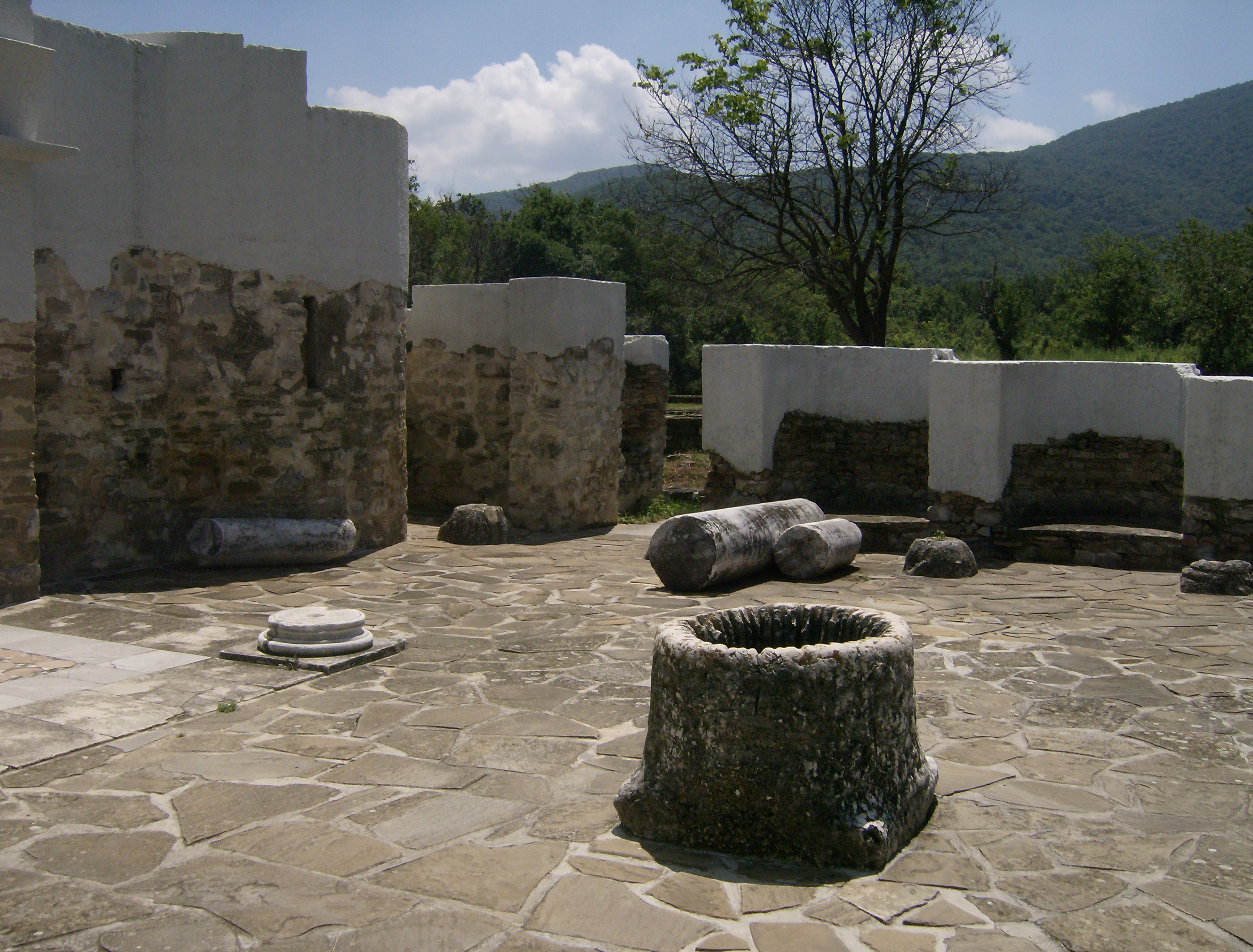
Átrio da igreja, pelo qual se acede ao nártex, originalmente descoberto e encerrado. São ainda visíveis as bases das colunas, afastadas dos contrafortes e, ao centro, as ruínas do poço

O acesso à Igreja Redonda é feito pelo átrio, um espaço encerrado e descoberto que permite aceder ao nártex. A entrada é feita através de três portais, um em cada fachada, sendo o portal oeste o mais elaborado e grandioso. Seu formato é aproximadamente quadrado e mede 12,20 x 14,30 m. No centro do pátio foi construída um poço, o qual estava ligado a uma conduta.
Os lados do átrio são decorados com arcos assentes em pilares. No total, há quatorze arcos: quatro em cada uma das três paredes e mais dois em cada esquina da parede ocidental. O átrio inclui ainda igual número de colunas cilíndricas de calcário, afastadas 60 cm em relação a cada um dos pilares.

#### Nártex
O nártex retangular corresponde à parte central do edifício, entre o átrio e a cela, o qual funciona como ante-câmara da igreja. Encontra-se a leste do átrio, ao qual se acede passando por um portal de grande dimensão e ladeado por dois altos torreões circulares. Em função da acentuada profundidade deste espaço, Mavrodinov relaciona-o com estruturas similares localizadas em Monte Atos.
Em conjunto com as paredes norte e sul, a entrada do nártex efetivamente isola do átrio dois compartimentos retangulares e de pequena dimensão as quais são acessíveis através de portas. No compartimento norte encontra-se uma pequena necrópole, enquanto o compartimento sul seria provavelmente um batistério, pois há ali uma instalação quadrangular com um cano de argila que remete para a imagem de uma pia batismal. Porém, Nikolova considera seu formato muito pouco usual e a profundidade imprópria para o batismo. Em alternativa, propõe que se trate de uma pia para água benta.
Medindo 5 x 9,5 m, o nártex é a a parte da Igreja Redonda que está melhor conservada, pois suas paredes alcançam 3 m de altura. Seus dois torreões têm um diâmetro de 3,2 m e cada um possui uma entrada para o interior do nártex e três janelas. Os patamares superiores eram acessíveis por escadas em espiral, das quais foram encontrados vestígios arqueológicos no torreão norte. Há dois pares de colunas no interior do nártex que servem de suporte ao segundo piso, o qual é acessível pelo torreão norte. As colunas dividem o nártex em três naves e delimitam o percurso desde a entrada do nártex até às portas da rotunda.

#### Rotunda

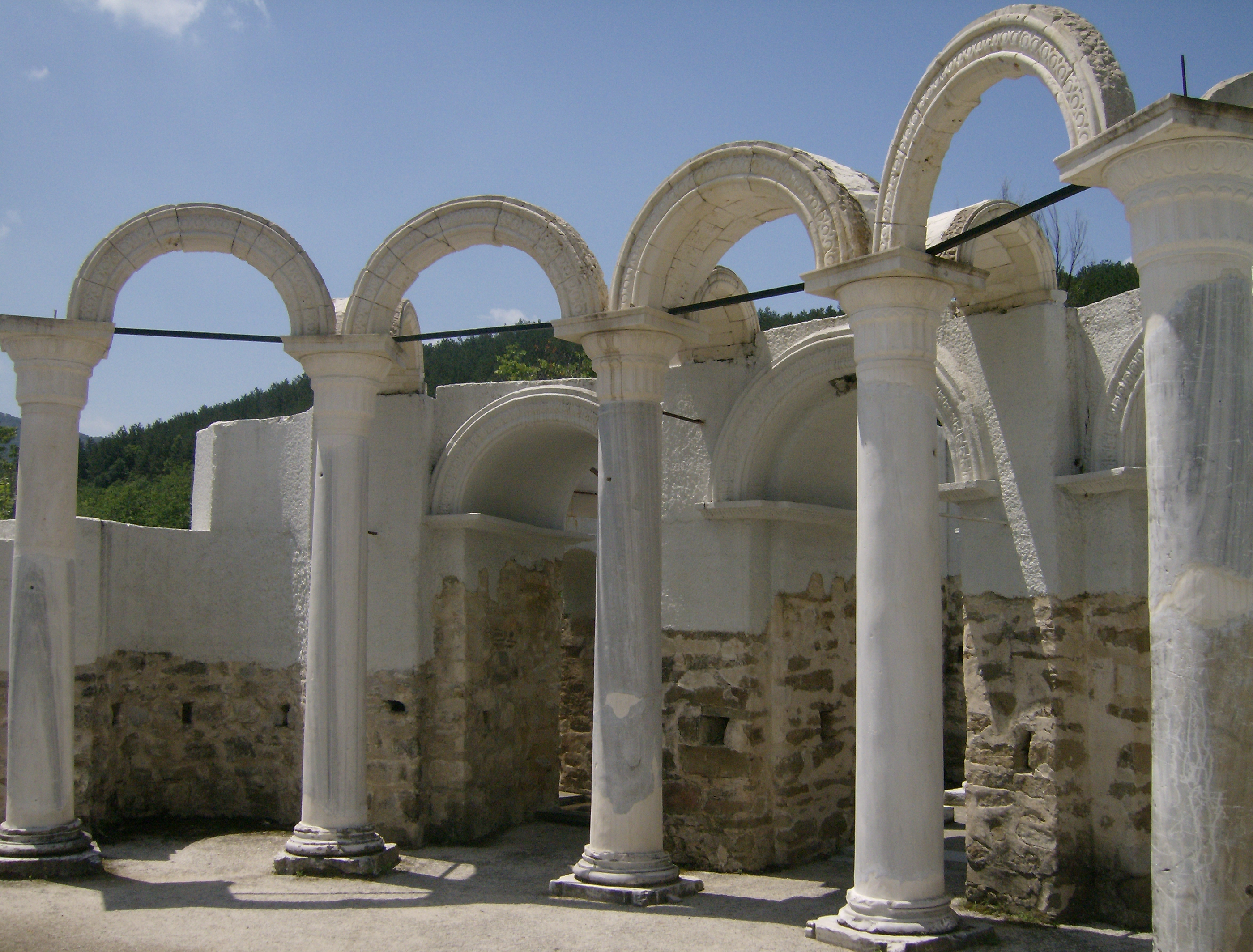
Interior da rotunda, espaço onde era realizada a liturgia. O compartimento é rodeado por doze arcos assentes em colunas de mármore branco

A cela redonda corresponde ao espaço mais oriental da igreja e também o mais importante, pois era ali que se realizava a liturgia. A rotunda tem um diâmetro de 10,5 m e era inteiramente coberta por uma cúpula. O acesso é feito através três portas a partir do nártex. Em cada um dos lados da abside, no lado oriental, foram construídos doze arcos, semi-circulares quando observados pelo interior e pentagonais na face externa. A abside está, ela própria, encaixada num destes arcos. A estrutura é reforçada por imponentes contrafortes, tanto no interior como no exterior. Na rotunda estava inscrito um círculo de dez ou doze colunas de mármore branco, afastadas 55 cm em relação aos contrafortes. Os capitéis das colunas eram similares aos utilizados nos palácios reais em Preslava. Numa câmara funerária situada num dos arcos laterais da abside jaz um caixão de madeira revestido com placas de cobre.
A abside semicircular encaixa-se naturalmente entre os arcos da rotunda, apesar de ser maior e de ter arcos em suas paredes norte e sul. O ambão de mármore situava-se no centro do círculo da rotunda, diretamente abaixo do centro da cúpula, do qual ainda se observa a base de argamassa. O acesso ao gabão era feito através de escadas a leste e oeste, alinhadas com a abside. É provável que o trono do bispo ou cathedra se localizasse num dos arcos ao sul, o qual teria provavelmente sido ampliado para essa função.

## Decoração

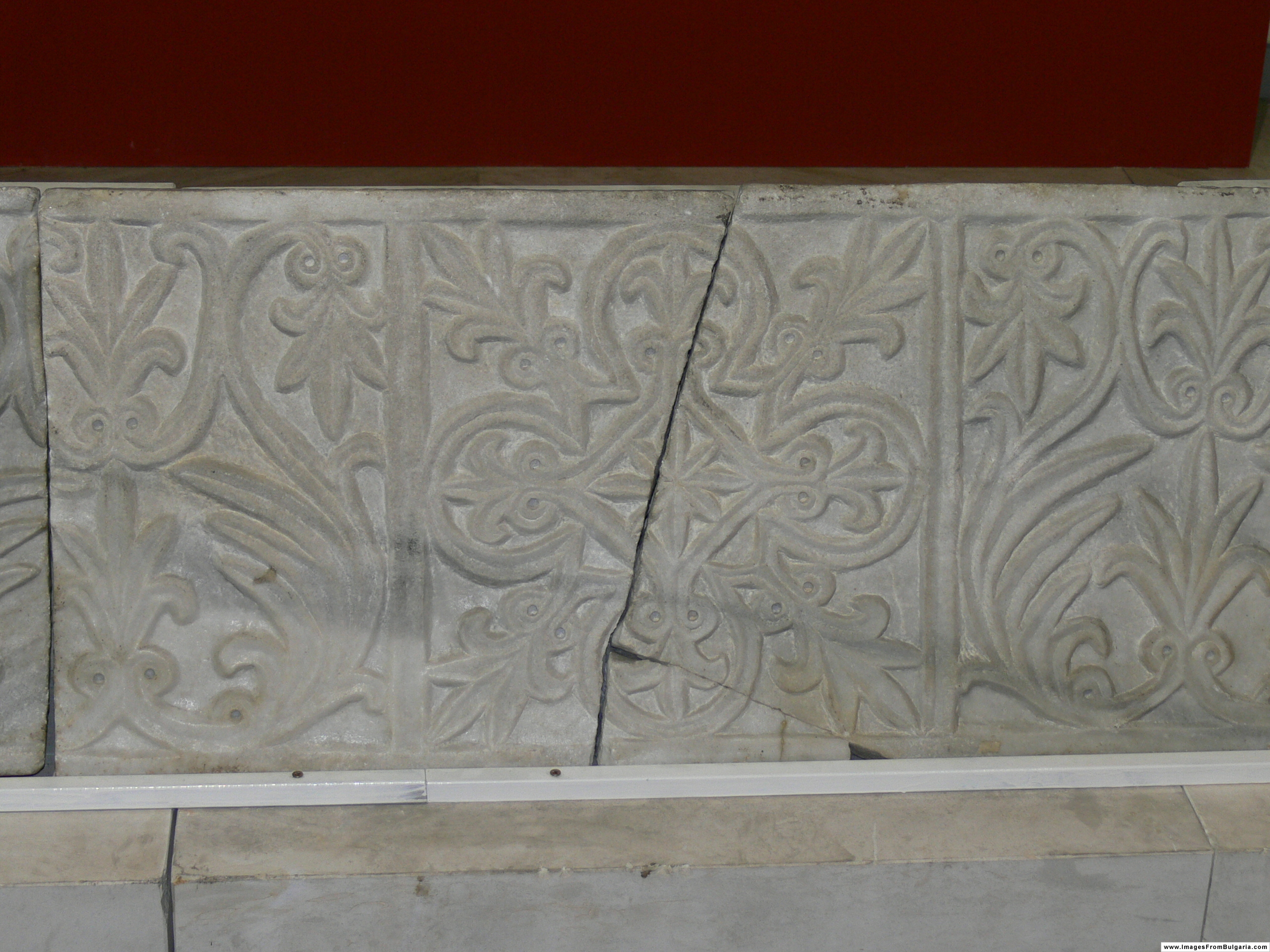
Detalhe da decoração de uma cornija, com motivos vegetalistas e geométricos

O interior foi profusamente decorado com mosaicos policromáticos de influência bizantina, cornijas e azulejos. Com exceção dos capitéis coríntios e dóricos das colunas, que são de origem romana ou bizantina, o conjunto decorativo foi criado especificamente para a igreja durante a sua construção. Vlasto defende que o interior da igreja manifesta influências protobúlgaras, estabelecendo ainda algumas relações com a arte da Pérsia e da Ásia Central, defendendo, por isso, que a decoração não seguiu os cânones bizantinos da época. Miyatev defende a opinião contrária e nota importantes semelhanças entre a decoração da Igreja Redonda e a da Igreja da Mãe de Deus, parte do Mosteiro de Lips (atualmente a Mesquita de Fenari Issa), construída em 908 na cidade de Constantinopla. Mavrodinov alega que o arquiteto da Igreja Redonda teria sido inspirado por exemplos da antiguidade, citando, em particular, sua rica decoração escultórica.
Os azulejos decorativos da Igreja Redonda não tinham paralelo em mais nenhuma igreja de Preslava, e é o único edifício conhecido na cidade com tal profusão de elementos decorativos em azulejo cerâmico policromado. Um dos mais significativos elementos decorativos do interior foram os Ícones em azulejo e mosaico, nos quais eram representadas figuras tanto em tamanho natural como miniaturas. Enquanto as imagens em cerâmica eram realizadas com azulejos de argila, os ícones em mosaico eram realizados com diversos materiais, entre os quais argila, vidro e pedras de variados tons sobre um fundo dourado. Entre os santos e figuras bíblicas retratadas estão São Caralampo e, provavelmente, o profeta Joel. Algumas das imagens eram emolduradas por elipses.
As cornijas do templo foram realizadas em mármore e calcário, nas quais predominam decorações florais. Muitas são decoradas com volutas e diversos motivos ornamentais como palmas, cachos de uva, folhas e chanfraduras. Além dos ornamentos clássicos, a decoração das cornijas apresenta também alguns programas inovadores e outros que, embora comuns, são integrados em novos motivos. Além das formas geométricas e motivos florais, foram encontrados nas ruínas azulejos com figuras de pássaros e outros animais, vidrados em tons marrom, amarelo, verde, azul ou azul-esverdeado. As paredes eram revestidas com mármore polido disposto em padrões.

## Epigrafia

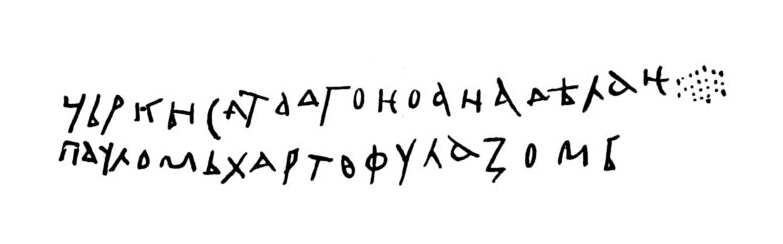
Inscrição do cartofilax Paulo

A Igreja Redonda contém diversas inscrições medievais, tanto oficiais como pictogramas gravados nas paredes na forma de graffiti. Um estudo contou 193 símbolos e 30 desenhos, a maioria dos quais representativos de alguma forma de simbolismo cristão. No geral, a epigrafia da Igreja Redonda data do século X estando nela presentes três alfabetos: grego, glagolítico e cirílico; e também duas línguas, o grego bizantino e o búlgaro antigo (a recensão búlgara do antigo eslavônico eclesiástico). As inscrições glagolíticas são evidências de que este alfabeto continuou a ser usado em Preslava a par do cirílico.
Talvez a mais famosa e valiosa inscrição nas paredes da igreja seja uma inscrição em cirílico na parede sul do nártex, no interior do compartimento isolado ao qual se convencionou denominar batistério. A inscrição foi inscrita de forma desastrada num remendo de argamassa e tem escrito: "Igreja de São João, construída pelo cartofílax Paulo". Apesar de ser datada do século X e de mencionar a dedicação da igreja e seu potencial patrono, ela não representa uma inscrição de doador clássica por causa de sua localização pouco natural e da forma tosca como foi gravada. Nikolova considera ser mais provável que o autor da inscrição tenha sido uma pessoa erudita que serviu sob o cartofílax Paulo e desejava espalhar sua fama. Ela acredita que o texto faça referência apenas à construção do nártex, e não à totalidade da igreja, uma vez que ela está entre os que defendem a tese da construção em duas fases.
Entre os outros exemplares epigráficos da Igreja Redonda estão diversos pequenos textos glagolíticos e cirílicos e letras isoladas. Entre as inscrições glagolíticas está o Abecedário de Preslava, um texto litúrgico no qual se encontram as primeiras treze letras desse alfabeto. Alguns dos textos em cirílico foram escritos em azulejo. Os nomes e descrições anexas aos ícones foram escritas em grego, havendo no entanto algumas inscrições bilíngues em grego e búlgaro. As letras isoladas gravadas na parede ilustram o modo como as formas grega e glagolítica simplificada foram conjugadas para formar o alfabeto cirílico primitivo. Nas paredes da igreja estão gravadas formas isoladas com cruzes cristãs, animais e onze ilustrações de navios. Foi descoberto pelo menos um epitáfio, inscrito no túmulo de uma mulher descrita como "Tudora, serva de Deus".